# Brody (powiat zielonogórski)
Brody (niem. Groß Blumberg) – wieś sołecka w zachodniej Polsce, w województwie lubuskim, w powiecie zielonogórskim, w gminie Sulechów, usytuowana na prawym brzegu Odry, około 15 km od Sulechowa. Zamieszkiwana przez 625 osób (stan na 30 czerwca 2025).
W latach 1954–1956 siedziba władz gromady Brody, po jej zniesieniu wieś w gromadzie Pomorsko. W latach 1975–1998 zlokalizowana w województwie zielonogórskim.
Przez miejscowość przebiega droga wojewódzka nr 278, a kończy bieg droga wojewódzka nr 280, funkcjonuje również przeprawa promowa na Odrze.
We wsi jest kościół z połowy XIX w. (kościół filialny pw. Niepokalanego Poczęcia Najświętszej Maryi Panny, należący do parafii Najświętszego Serca Pana Jezusa w Nietkowicach), cmentarz komunalny, szkoła podstawowa (działająca od 1 października 1945), remiza strażacka OSP i sala wiejska.